# Götz von Berlichingen da mão de ferro

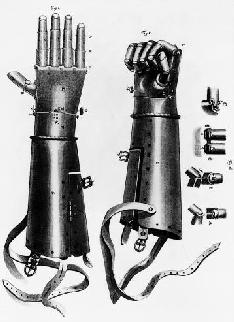
Gravura das próteses utilizadas pelo Gottfried von Berlichingen histórico após ter sua mão decepada em um cerco junto a Landshut em 1504.

Götz von Berlichingen da mão de ferro (título original: Götz von Berlichingen mit der eisernen Hand) é uma peça teatral alemã em cinco atos publicada em 1773 por Johann Wolfgang Goethe. O protagonista foi retratado a partir do cavaleiro suábio Gottfried von Berlichingen de Hornburg ("Götz da mão de ferro" é alcunha pela qual foi popularmente conhecido).
A peça vale como obra central do Sturm und Drang, inaugurando uma estética de transgressão de valores classicistas do teatro europeu. Daí seu papel crucial dentro da dramaturgia europeia em prol do surgimento de um teatro mais livre e espontâneo, insubordinado às três unidades aristotélicas (isto é, as unidades de lugar, tempo e ação sistematizadas por leitores neoclassicistas de Aristóteles como Nicolas Boileaux). Ao passo que no teatro neoclássico um roteiro teatral devia se realizar de forma clara, capaz de ser abarcado por seus espectadores tal qual uma ação única e coerente, a peça de Goethe traz um enredo duplo, cerca de cinquenta cenários distintos e cenas vagamente encadeadas entre si. Igualmente, regras de decoro e decência observadas por dramaturgos na época (as tais regras de bienséance) foram intencionalmente quebradas por Goethe: em duas ocasiões suas personagens se valem de baixo calão (como o camponês Sievers no ato I, cena 1, e o próprio protagonista Götz no ato III, cena 3).
No lugar das convenções neoclássicas, Goethe criou um sistema de ação dramática prospectiva; "o que é anunciado pelos cavaleiros em uma cena já está feito na próxima. [...] praticamente a cada cena ocorre uma mudança de cenários, eventos importantes ocorrem abruptamente ou são informados de forma retrospectiva — é de se imaginar o motivo de uma geração acostumada com dramas neoclássicos não conseguir atribuir coerência a algo tão ousado. O registro dramático do Sturm und Drang como um todo parece ter voltado a ser apreciado por gerações educadas pelas técnicas de corte da cinematografia; talvez um espectador dos tempos atuais consiga se encontrar melhor na multiplicidade vertiginosa de cenários que compõe o universo ficcional habitado por Berlichingen" 

## Sinopse
O protagonista Götz (nascido em meados de 1480) é parte do mundo medieval arcaico em que a ordem nos territórios alemães era mantida pelo chamado direito do punho (Faustrecht): uma pequena nobreza militarizada fazia justiça com as próprias mãos, muitas vezes entrando em conflito com cidades-livres imperiais e com demais nobres da alta hierarquia. Como resultado, a passagem para o século XVI foi marcada por reivindicações ao imperador Maximiliano I do Sacro Império Romano-Germânico para que instaurasse uma reforma legislativa que contivesse os poderes de ação dos cavaleiros da baixa nobreza. Nesse contexto, a Dieta Imperial realizada na cidade de Worms em 1495 foi particularmente importante; com ela se instaura uma reforma em grande escala dentro do império que termina por criminalizar toda a classe dos cavaleiros. Entre eles se encontra Gottfried von Berlichingen, Franz von Sickingen, Florian Geyer e demais figuras célebres da História alemã.
Goethe se foca na crise de consciência dos cavaleiros que se voltam para o lado do imperador e as reformas legislativas (como Weislingen, uma figura ficcional) e os cavaleiros outrora fiéis ao Imperador (Götz, Sickingen, Lerse) que, da noite para o dia, se vêm destituídos de agência. O cenário mostra, igualmente, a passagem de uma liderança comunitária por parte de pequenos nobres guerreiros, que vivem em pé de igualdade com seus súditos, para um modelo de aristocracia vaidosa e corrupta, apartada do povo simples e entretida com intrigas de corte (na peça, esta fatia é representada por Adelheid, o conde de Bamberg e o próprio Weislingen). Aqui teríamos uma genealogia da alta nobreza ainda no poder na época de Goethe, e uma crítica indireta a sua atuação política. Götz, por fim, após uma breve participação na Guerra dos Camponeses de 1525, é encarcerado em sua fortaleza em Heilbronn e escreve uma autobiografia que se tornaria um dos grandes expoentes medievais deste gênero literário. Uma reedição do livro publicada em 1731,  por sua vez, foi consultada pelo jovem Goethe e serviu de base para o desenvolvimento de sua peça.
Götz von Berlichingen da mão de ferro serviu de importante inspiração para o surgimento de uma revivificação do interesse artístico pelo militarismo heroico da Idade Medieval, uma tendência que dura até hoje em seriados de televisão e literatura. Seus temas foram reapropriados por Friedrich Schiller (em Os Bandoleiros, 1784), Novalis (em Heinrich von Ofterdingen, 1800), Richard Wagner (em Lohengrin, 1850, e Parsifal, 1882), entre outros.

## História de concepção da obra

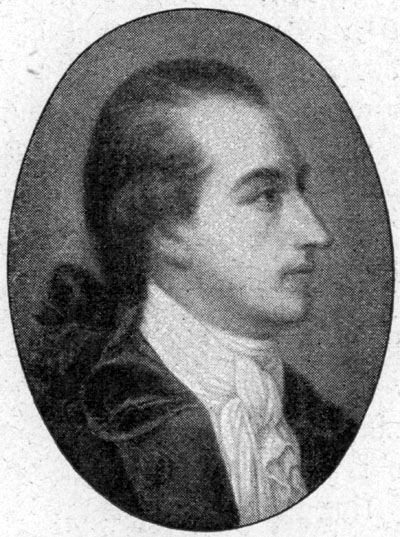
Goethe retratado por G. O. May em 1779.

O primeiro esboço da peça vem da breve estadia de Goethe em Estrasburgo, embora nenhuma versão tão antiga tenha sobrevivido. O primeiro manuscrito do drama (o chamado Urgötz) vem de 1771 da época em que o poeta morava em Frankfurt am Main, o qual só foi publicado após sua morte em 1832. A versão autorizada pelo autor para publicação é de 1773. Sua primeira encenação ocorreu em 12 de abril de 1774 no hoje extinto Döbbelinsches Theater em Berlim (situado na atual Unter der Linden, em Mitte), sob a direção de Heinrich Gottfried Koch, tendo a duração de cinco horas. Seguiu-se a ela, em outubro do mesmo ano, uma montagem em Hamburgo sob a direção de Friedrich Ludwig Schröder (uma figura central da dramaturgia iluminista e parceiro de Gotthold Ephraim Lessing). A montagem em questão ajudou a legitimar as liberdades artísticas tomadas pelo então desconhecido dramaturgo Johann Wolfgang Goethe.
Há, além disso, uma terceira versão da peça de 1804, editada pelo próprio Goethe em sua fase madura quando atuava tal qual diretor do Hoftheater de Weimar. Esta foi uma versão relativamente higienizada da obra original; por se tratar de uma obra encenada em um teatro de corte, todos os usos de baixo calão foram suprimidos e a figura da femme fatale Adelheid von Walldorf, relegada ao segundo plano.

## Adaptações cinematográficas
Além das adaptações literárias, Götz von Berlichingen da mão de ferro recebeu roupagem cinematográfica em 1978 sob a direção de Wolfgang Liebeneiner, contando com Raimund Harmstorf no papel do protagonista.

### Edições em alemão (seleção)
- 1. Fassung: Goethes Werke. Weimarer Ausgabe, Volume 39. Weimar, 1897.
- 2. Fassung: Goethes Werke. Weimarer Ausgabe, Volume 8. Weimar, 1889.
- 3. Fassung: Goethes Werke. Weimarer Ausgabe, Volumes 13,1 e 13,2. Weimar, 1894 und 1901.
- Leseausgabe: Götz von Berlichingen mit der eisernen Hand. Ein Schauspiel. Mit Anmerkungen von Volker Neuhaus. Stuttgart: Reclam-Verlag, 2002 (Edição crítica da peça, parte da coelção Reclams Universal-Bibliothek Nr. 71). ISBN 3-15-000071-8.

### Traduções
- Goetz of Berlichingen, with the Iron Hand: A Tragedy. Traduzida por Sir Walter Scott. Londres, 1799. Frontispício
- Götz von Berlichingen da mão de ferro. Traduzida e posfaciada por Felipe Vale da Silva. São Paulo/Londrina: Aetia Editorial, 2020. ISBN 978-65-87491-00-4.